# Antvorskov (hovedgård)
 For alternative betydninger, se Antvorskov. (Se også artikler, som begynder med Antvorskov)
Antvorskov Hovedgård i Antvorskov Amt efter 1793 i Sorø Amt, blev oprettet 1774, efter at Antvorskov Slot var sat på auktion.
Oprindeligt var stedet et kloster, men kong Frederik 2. omdannede det i 1580 til kongeslot. Han nød at opholde sig der, ikke mindst grundet de glimrende jagtmuligheder, og kongen døde på Antvorskov Slot i 1588. Dernæst blev Antvorskov lensmandsbolig og siden sæde for amtmanden. Under svenskekrigene 1640-1720 gik det hårdt ud over bygningerne, og bønderne hentede byggematerialer fra ruinerne.
I 1774 blev slottet sat på auktion tillige med hovedgården Pebringe og solgt for 175.523 rigsdaler. Den ny ejer, finansråd Koes, lod kirken nedbryde og opførte af materialet gården Falkensteen i stedet for det nedlagte Pebringe. 1794 solgte han det samlede gods til grev v. Dernath. Morten Qvistgaard købte ryttergodset på auktionen.
Antvorskov Hovedgård blev erhvervet af Constantin Brun. Han anlagde alleen ind til Slagelse og udstykkede i 1806 nogle mindre gårde uden hovedgårdsstatus og solgte dem for 832.000 rigsdaler: Charlottedal, Augustadal, Idagård og Carlsgård er opkaldt efter hans børn.
Også generalkrigskommissær Haagen Christian Astrup nævnes som ejer af Antvorskov, på hvis grund han anlagde en lervarefabrik.
Charlottendal er i dag en del af Antvorskov Kaserne. I en periode var Zakarias Nielsen huslærer på Charlottedal. Idagård er privatejet – en del af jorden er solgt fra. Her ligger bl.a. STOP39 et transportcenter, Bilka osv.
I 1812 frasolgte han en haveparcel på 60 tdr. land (33 hektar) til læge Chr. Anker Wilhelm Guldbrandt, som lod gården Liselund opføre, delvist af munkesten fra det gamle slot, der helt forsvandt 1816. Midt i 1800-tallet blev det meste af Liselunds jord afhændet til Idagård, og gården blev et landsted. I 1908 blev Liselund købt af frimenighedspræst Niels Dael, som grundlagde en menighedsskole på stedet. Liselund er i dag kursuscenter.
Senere kom Hertalund til. Hertalund er privatejet – jorden er solgt fra og bebygget med parcelhuse fra 1970'erne.